# デンマークの空港の一覧
デンマークの空港の一覧を示す。

## 空港
| 都市                                 | ICAO | IATA | 空港名                                            | 地理座標                                                          |
| ------------------------------------ | ---- | ---- | ------------------------------------------------- | ----------------------------------------------------------------- |
| 公共空港                             |      |      |                                                   |                                                                   |
| オールボー / ナアアソンビュー        | EKYT | AAL  | オールボー空港 / オールボー空軍基地               | 北緯57度05分34秒 東経09度50分56秒 / 北緯57.09278度 東経9.84889度  |
| オーフス / コリンド                  | EKAH | AAR  | オーフス空港                                      | 北緯56度18分00秒 東経10度37分08秒 / 北緯56.30000度 東経10.61889度 |
| アース                               | EKVH |      | ヴェスティマーランズ飛行場                        | 北緯56度50分49秒 東経09度27分31秒 / 北緯56.84694度 東経9.45861度  |
| ビルン                               | EKBI | BLL  | ビルン空港                                        | 北緯55度44分25秒 東経09度09分06秒 / 北緯55.74028度 東経9.15167度  |
| ボーンホルム島 / レネ                | EKRN | RNN  | ボーンホルム空港                                  | 北緯55度03分48秒 東経14度45分34秒 / 北緯55.06333度 東経14.75944度 |
| コペンハーゲン / カストラップ        | EKCH | CPH  | コペンハーゲン空港                                | 北緯55度37分43秒 東経12度38分49秒 / 北緯55.62861度 東経12.64694度 |
| コペンハーゲン / ロスキレ            | EKRK | RKE  | ロスキレ空港                                      | 北緯55度35分08秒 東経12度07分53秒 / 北緯55.58556度 東経12.13139度 |
| エスビャウ                           | EKEB | EBJ  | エスビャウ空港                                    | 北緯55度31分33秒 東経08度33分12秒 / 北緯55.52583度 東経8.55333度  |
| ハズソン                             | EKHS |      | ハズソン空港                                      | 北緯56度45分21秒 東経10度13分57秒 / 北緯56.75583度 東経10.23250度 |
| ヘアニング                           | EKHG |      | ヘアニング空港                                    | 北緯56度11分05秒 東経09度02分40秒 / 北緯56.18472度 東経9.04444度  |
| カロンボー                           | EKKL |      | カロンボー空港（Kalundborg Airport）              | 北緯55度42分00秒 東経11度15分00秒 / 北緯55.70000度 東経11.25000度 |
| カーロプ / ヘアニング                | EKKA | KRP  | カーロプ空港 / （Helicopter Wing Karup）          | 北緯56度17分50秒 東経09度07分28秒 / 北緯56.29722度 東経9.12444度  |
| コリング / ヴァムドロプ              | EKVD |      | コリング空港                                      | 北緯55度26分13秒 東経09度19分46秒 / 北緯55.43694度 東経9.32944度  |
| クルスオー / パズボー                | EKPB |      | クルスオー・パズボー空港（Kruså-Padborg Airport） | 北緯54度52分13秒 東経09度16分44秒 / 北緯54.87028度 東経9.27889度  |
| レス島                               | EKLS | BYR  | レス空港                                          | 北緯57度16分37秒 東経10度59分59秒 / 北緯57.27694度 東経10.99972度 |
| レムヴィー                           | EKLV |      | レムヴィー空港                                    | 北緯56度30分11秒 東経08度18分42秒 / 北緯56.50306度 東経8.31167度  |
| ロラン島 ファルスター島 / マーイボー | EKMB | MRW  | ロラン・ファルスター空港                          | 北緯54度41分58秒 東経11度26分24秒 / 北緯54.69944度 東経11.44000度 |
| モース島 / トゥズスー                | EKNM |      | モース空港（Morsø Airport）                       | 北緯56度49分28秒 東経08度47分11秒 / 北緯56.82444度 東経8.78639度  |
| オーデンセ                           | EKOD | ODE  | ハンス・クレスチャン・アナスン空港                | 北緯55度28分36秒 東経10度19分51秒 / 北緯55.47667度 東経10.33083度 |
| ラナース                             | EKRD |      | ラナース空港                                      | 北緯56度30分18秒 東経10度01分57秒 / 北緯56.50500度 東経10.03250度 |
| レングステズ                         | EKRS |      | レングステズ空港                                  | 北緯55度25分39秒 東経11度48分50秒 / 北緯55.42750度 東経11.81389度 |
| サムセー島                           | EKSS |      | サムセー空港                                      | 北緯55度53分23秒 東経10度36分40秒 / 北緯55.88972度 東経10.61111度 |
| スィンデール                         | EKSN | CNL  | スィンデール空港                                  | 北緯57度30分17秒 東経10度13分36秒 / 北緯57.50472度 東経10.22667度 |
| スケアン / レンクービング            | EKVJ | STA  | スタウニング・ヴェストユラン空港                  | 北緯55度59分24秒 東経08度21分17秒 / 北緯55.99000度 東経8.35472度  |
| スキーヴェ                           | EKSV | SQW  | スキーヴェ空港                                    | 北緯56度33分00秒 東経09度10分22秒 / 北緯56.55000度 東経9.17278度  |
| スナボー                             | EKSB | SGD  | スナボー空港                                      | 北緯54度57分52秒 東経09度47分30秒 / 北緯54.96444度 東経9.79167度  |
| スパィアルド                         | EKSD |      | スパィアルド空港（Spjald Airport）                | 北緯56度06分10秒 東経08度30分51秒 / 北緯56.10278度 東経8.51417度  |
| スヴェンボー / トーシンエ島          | EKST |      | 南フュン空港（Sydfyns Airport）                   | 北緯55度00分59秒 東経10度33分47秒 / 北緯55.01639度 東経10.56306度 |
| ティステズ / ハンストホルム          | EKTS | TED  | ティステズ空港                                    | 北緯57度04分08秒 東経08度42分19秒 / 北緯57.06889度 東経8.70528度  |
| トゥナー                             | EKTD |      | トゥナー空港（Tønder Airport）                    | 北緯54度55分47秒 東経08度50分25秒 / 北緯54.92972度 東経8.84028度  |
| ヴィボー                             | EKVB |      | ヴィボー空港                                      | 北緯56度24分37秒 東経09度24分41秒 / 北緯56.41028度 東経9.41139度  |
| ヴォイインス                         | EKSP | SKS  | ヴォイインス空港 / スクリュズストロプ空軍基地     | 北緯55度13分16秒 東経09度16分00秒 / 北緯55.22111度 東経9.26667度  |